# 大舘真央
大舘 真央（おおだて まお、2001年9月11日 - ）は、日本の女子バスケットボール選手である。ポジションはパワーフォワード。Wリーグのアイシン ウィングス所属。

## 来歴
石川県出身。
東海大星翔高校から東海大学九州に進学し、新人インカレベスト4となる。
2023年12月、アイシン ウィングスにアーリーエントリー登録。